# José Rafael Quirós Quirós
José Rafael Quirós Quirós (Llano Grande, Cartago, 1 de maio de 1955) é um clérigo católico romano costarriquenho e arcebispo de San José desde 2013.

## Biografia
Estudou filosofia e teologia no Seminário Maior de San José. Graduou-se em Direito Canônico pela Pontifícia Universidade Gregoriana de Roma (1982-1984). Foi ordenado sacerdote em 5 de março de 1981, na Catedral Metropolitana de San José.
Como sacerdote, desempenhou vários deveres pastorais, incluindo vigário da paróquia de S. Teresa do Menino Jesus em San José, diretor do Seminário Maior San José, Presidente da Secretaria da Conferência Episcopal Costarriquenha e Vigário Geral da Arquidiocese de San José. Ele também foi professor de direito canônico no Seminário Teológico San José e na Universidade Católica.
Em 2 de dezembro de 2005, o Papa Bento XVI o nomeou Ordinário da Diocese de Limón. Foi consagrado em 22 de fevereiro de 2006 pelo Arcebispo de San José Hugo Barrantes Ureña. Os co-consagradores foram o Núncio Apostólico na Costa Rica, Osvaldo Padilla, e seu antecessor e agora Bispo de Cartago, José Francisco. Ulloa Rojas.
Entre 2011-2017 foi vice-presidente da Conferência Episcopal da Costa Rica. Também atuou como presidente da Comissão Pastoral Nacional do Turismo; presidente da Comissão Nacional de Pastoral Juvenil; presidente da Comissão Nacional de Comunicações; e tesoureiro da Conferência Episcopal.
Em 4 de julho de 2013, foi nomeado metropolita da arquidiocese de San José pelo Papa Francisco. Sua posse foi realizada em 29 de agosto de 2013.

Em 11 de agosto de 2017, foi eleito presidente da Conferência Episcopal da Costa Rica, com mandato até 07 de agosto de 2020. Monsenhor Quirós também foi membro do Departamento de Comunicação do Conselho Episcopal Latino-Americano e responsável pela comunicação da Região da América Central e México (2011 – 2014).